# Leptochilus incertus
Leptochilus incertus är en stekelart som först beskrevs av Kostylev 1940.  Leptochilus incertus ingår i släktet Leptochilus och familjen Eumenidae. Inga underarter finns listade i Catalogue of Life.